# シマユキカズラ属
シマユキカズラ属（Pileostegia） は、アジサイ科に含まれる分類群の一つ。花序には装飾花が無く、花弁はくっつきあって開花直後に脱落する。

## 特徴
常緑性の藤本。茎の下面から多数の気根を出し、岩や樹木によじ登り、よく枝を出す。枝の断面は円形で、随は丸くて海綿状だが後に消失する。葉痕は半円形で維管束跡が3つある。葉は対生し、托葉はない。葉は葉柄があり、葉身は革質、単葉で縁は滑らかか浅い鋸歯がある程度で、羽状の葉脈がある。
花序は枝の先端につき、円錐状になる。花柄の基部にごく小さな苞が1つあり、これによく似た形の付属物が更に花序軸と花柄にまばらに生じる。花はすべて両性花で放射相称、4数性か5数性。萼は子房とくっついて花筒を構成する。萼裂片は4-5で、瓦が重なるように配置する。花弁は敷き石状に並び、4-5枚あるが、帽子状にくっついて開くことが無く、開花直後に脱落する。雄蕊は8-10本あって花筒の上の縁に付く。花糸が細くて長く、花弁がないために花で目立つのはこの部分である。子房は下位か半下位、4-6個の心皮があって4-6室。雌蕊は先端が太い円柱状で先端の柱頭は円錐形に膨らむ。柱頭は4-6に裂けている。果実は蒴果、肋が発達しており、その肋の間で裂ける。種子は多数。

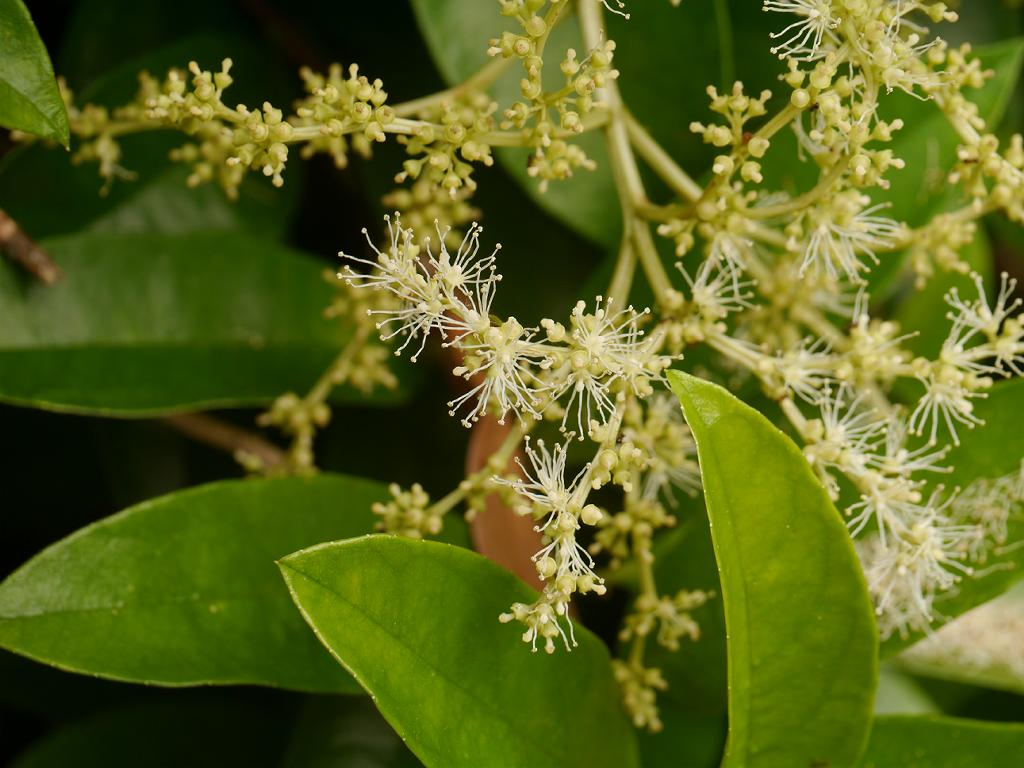
花と花序の枝（以下もシマユキカズラ）
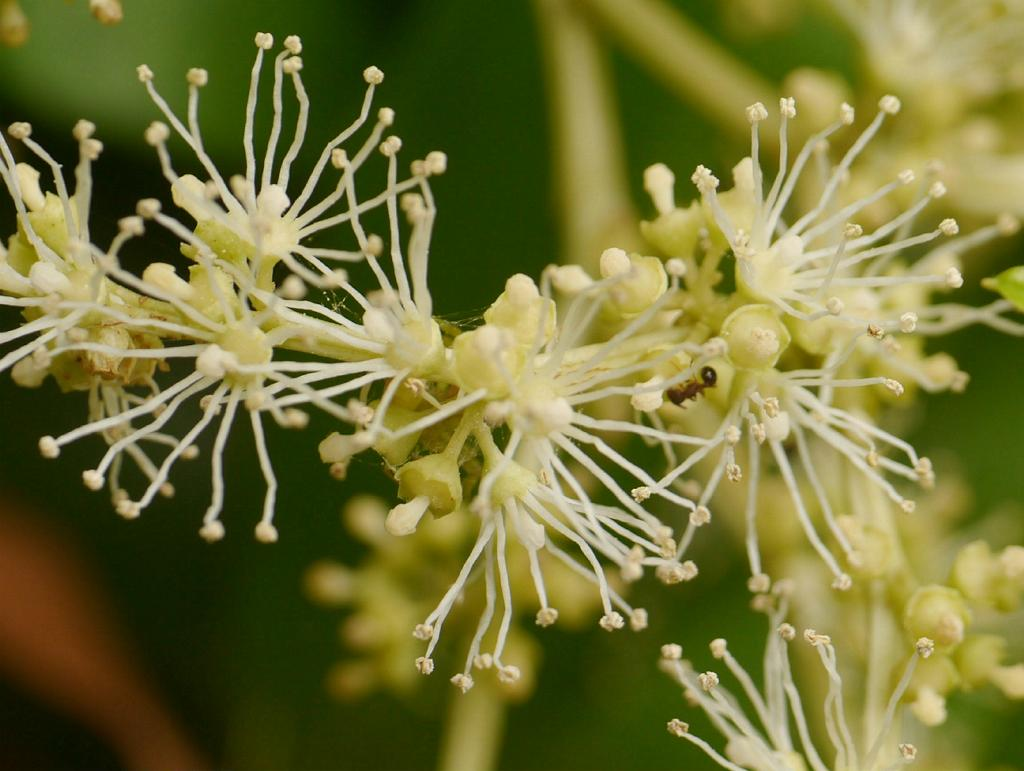
花の様子
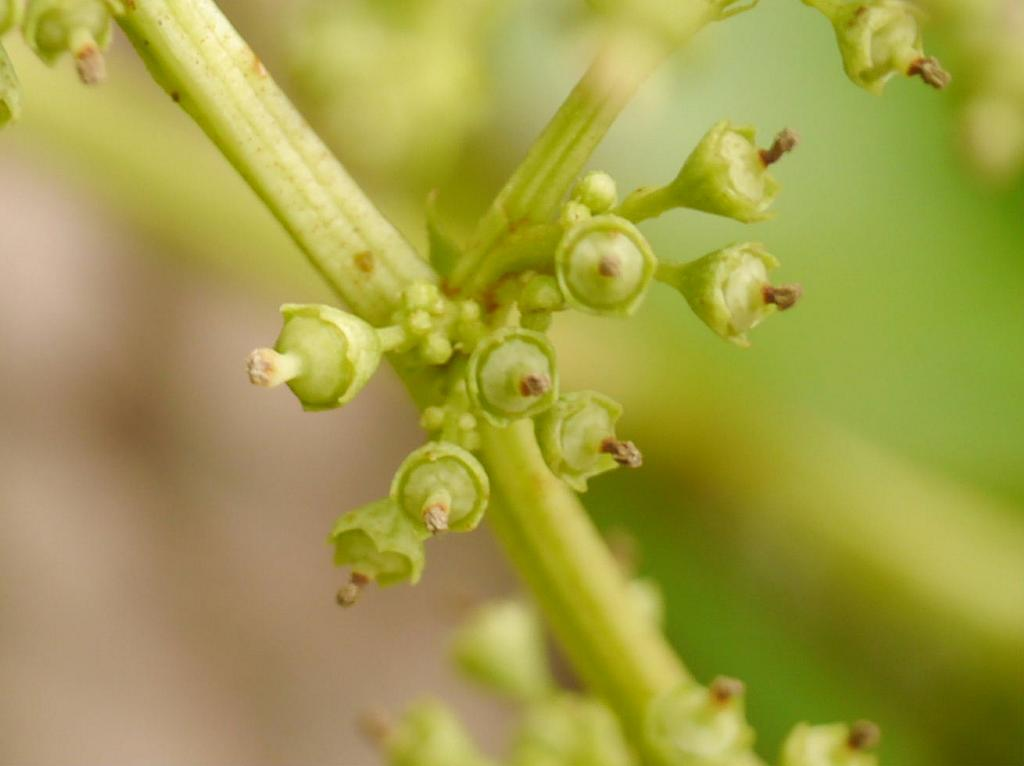
終了後の花・柱頭が見える

## 分布と種
本属は東アジアからヒマラヤに分布し、3種が知られる。日本には以下の1種のみが知られる。
- Pileostegia Hook. fil. et. Thoms.
  - P. vibburnoides ：シマユキカズラ

## 分類
アジサイ科のものは心皮の数だけ花柱があるのが普通であり、本属のようにそれらが一つにまとまる例は多くない。イワガラミ属はこの点では本属と共通しており、またこの属のものも花弁が帽子状に融合し、開花直後に脱落する。この2属は互いに近縁とされる。違いとしては本属が装飾花を持たないことなどが挙げられる。
やはり近縁で装飾花を持たないものとしてはデクマリア属 Decumaria があり、これは中国と北アメリカに1種ずつを産する。ただしこの属では7-10枚の花弁があって、開花時には平らに広がる。また雄蕊が20-30本にもなる。